# Victor Cunha Rego
Victor José Costa da Cunha Rego GOL (Oeiras, Oeiras e São Julião da Barra, 30 de agosto de 1933 — Lisboa, 11 de janeiro de 2000) foi um jornalista  e diplomata português.

## Biografia
Filho de José Pedroso da Cunha Rego, 14.º neto do 1.º Visconde de Vila Nova de Cerveira, e de sua mulher Maria de Lourdes Antunes de Carvalho e Costa, trineta do 1.º Visconde de Faro, filho de mãe espanhola e de sua primeira mulher, neta paterna dum holandês, sobrinho-trineto do 1.º Barão da Senhora da Vitória da Batalha, neto materno duma britânica, e duas vezes sobrinho-tetraneto do 1.º Barão de Faro.
Jornalista marcante da vida política portuguesa, era licenciado em Direito, pela Universidade de Grenoble. 
Aos 23 anos ingressou na redacção do Diário Ilustrado iniciado em 1956. A censura do Estado Novo motivou a sua ida para o Brasil em 1956, fixando-se em São Paulo. Foi editor do jornal O Estado de S. Paulo, de 1958 a 1961,, chefiou o serviço internacional no extinto Última Hora a redacção da Folha de S. Paulo, de 1968 a 1973.. Ainda no Brasil produziu e escreveu o argumento do filme Meninos do Tietê, em 1962, tendo responsabilidades semelhantes no documentário televisivo de "Francisco Sá Carneiro" (RTP, 1981).
Casou-se com Maria Helena Tavares Coelho (1956), com quem parte para o exílio.
Casou em segundas núpcias com Ivonne Felman (1937), Directora da Fundação Arpad Szenes-Vieira da Silva, da qual teve dois filhos.
Dentre os portugueses exilados, Victor Cunha Rêgo é dos poucos a dispor de tribuna própria em grandes diários brasileiros - como o Estadão e a Folha, de onde pode comentar livremente os acontecimentos do mundo e, em especial, os portugueses. A crítica inflexível ao regime e à figura e ao regime de Salazar, o apoio à descolonização e aos nacionalismos africanos de Angola, Moçambique e Guiné e o apoio à nova política externa brasileira de Jânio Quadros constituem alguns dos traços dominantes, expressos em prosa contundente, por vezes polêmica.
Entre 1964 e 1968, após o golpe militar que instalou a ditadura brasileira, exilou-se sucessivamente na Argélia, na Jugoslávia e na Itália, antes de voltar, uma vez mais , a terras brasileiras, de onde só sairia para regressar a Portugal em 1974, após a Revolução dos Cravos.
Foi militante da Resistência Republicana e Socialista e da Acção Socialista Portuguesa, participando, dessa forma, na fundação do Partido Socialista no dia 19 de abril de 1973. Foi Chefe de Gabinete de Mário Soares, enquanto Ministro dos Negócios Estrangeiros dos I, II e III Governos Provisórios. Em 23 de julho de 1976 foi nomeado Secretário de Estado adjunto do Primeiro-Ministro. Exerceu funções na Embaixada de Portugal em Espanha de 1977 a 1980.
A editora Perspectivas & Realidades, hoje propriedade de João Soares, foi constituída em 24 de setembro de 1975, com um capital de 300 contos dividido em partes iguais entre João Soares e Victor Cunha Rego. Era inicialmente co-dirigida por Bernardino Gomes e Ivone Felman, sendo o seu primeiro lançamento O Triunfo dos Porcos, de George Orwell. Nos anos que se seguiram, a editora acabou por se transformar essencialmente na editora dos livros dos principais dirigentes do Partido Socialista, com destaque para os de Mário Soares.
Em 1976, Victor Cunha Rego e Friedhelm Merz publicaram "Liberdade para Portugal".
Autor de populares crónicas diárias, foi director do Diário de Notícias (com Mário Mesquita como adjunto) entre 1975 e 1976, chegando a trabalhar também no jornal A Tarde.
Na década de 1980 veio a aproximar-se do projecto da AD, liderado por Francisco Sá Carneiro. Foi presidente da Radiotelevisão Portuguesa, entre fevereiro e julho de 1980.
Apoiou a candidatura do general Soares Carneiro à Presidência da República e, formado o Governo do Bloco Central, a tendência de Marcelo Rebelo de Sousa, «Nova Esperança», criada no interior do PSD, deu origem ao nascimento do jornal Semanário, que foi dirigido por Cunha Rego, até 1991.
Em 1994, foi um dos principais impulsionadores do Congresso «Portugal, que Futuro?», e em 1997 integrou o movimento «Portugal Único» contra a regionalização. Ainda em 1997, recebeu o Prémio da Imprensa de Jornalismo.
Em 1999 foi ao ar telenovela "A Lenda da Garça" da sua autoria, escrita por Paula Mascarenhas, uma produção NBP exibida na RTP1.
Dedicando o último ano de sua vida à criação do livro "Os Dias de Amanhã", no dia 11 de janeiro de 2000, aos 66 anos, o intelectual português veio a falecer de cancro no pulmão, em Lisboa.
Após sua morte, no docudrama "Sá Carneiro: Força de Viver", lançado em 5 de dezembro de 2005, o ator Luís Soveral interpretou o jornalista.

## Condecorações[21][3]
Victor Cunha Rego era possuidor de várias condecorações: 
- Grande-Oficial da Ordem da Liberdade de Portugal (9 de Junho de 1994)
- Grã-Cruz da Ordem de Rio Branco do Brasil
- Grã-Cruz da Ordem de Francisco de Miranda da Venezuela
- Grã-Cruz da Ordem do Mérito Civil de Espanha
- Grande-Oficial da Ordem do Senegal do Senegal

## Vida pessoal
Casou pela primeira vez com Maria Helena Tavares Coelho, do qual teve uma filha, Maria Nazareth Coelho Cunha Rego, que teve morte prematura.
Após o divórcio casou-se com Ivonne Felman e teve dois filhos, Victor Felman da Cunha Rego e André Felman da Cunha Rego. Teve também um terceiro filho, Pedro Miguel de Camargo da Cunha Rego com a professora universitária Zuleika Schmidt de Camargo do Brasil.
O Prémio Nacional Cidade de Gaia tem sua categoria de Jornalismo e Comunicação nomeada de 'Prémio Victor Cunha Rego'. O vencedor da primeira edição em 2007 foi o jornalista Miguel Sousa Tavares, que ao recebe-lo disse: "(Victor) foi um príncipe do jornalismo. Era uma das pessoas que mais admirava em Portugal e sinto a falta do seu pensamento, da sua escrita e luminosidade. Lá, onde ele esteja, tenho a presunção de achar que ia gostar de saber que eu ganhei este prémio com o seu nome."
Nomeada em homenagem ao jornalista, a Rua Victor Cunha Rego (antiga Rua C perto da Avenida 4) situa-se na Freguesia do Lumiar, em Lisboa.